# Плёссы (Псковская область)
Плёссы — деревня на северо-западе Бежаницкого района Псковской области. Входит в состав сельского поселения Ашевское.
Расположена на реке Уда (при впадении в неё Цвенки), в 24 км к северо-западу от райцентра Бежаницы.
Численность населения деревни составляет 211 жителей (2000 год).
До 3 июня 2010 года деревня входила в состав ныне упразднённой Ашевской волости.

## История
В Плёссах были две церкви: Николы Чудотворца и Троицы Живоначальные.
- Церковь Николы Чудотворца обладала редкой иконой «Деисус» (иконная группа из трёх образов: Христа, Богородицы и Иоанна Предтечи).
- Церковь Троицы Живоначальные обладала Высокочтимой иконой Святого Чудотворца Николая.